# Więcbork
Więcbork è un comune urbano-rurale polacco del distretto di Sępólno, nel voivodato della Cuiavia-Pomerania.
Ricopre una superficie di 235,71 km² e nel 2007 contava 13434 abitanti.